# Flama (Era de Ouro)
Flama (The Flame no original) foi um super-herói que apareceu nos quadrinhos publicados pela Fox Feature Syndicate. A primeira aparição do personagem foi na revista Wonderworld Comics #3 (de julho de 1939). O personagem é criação do escritor Will Eisner e do desenhista Lou Fine.
o personagem foi publicado no Brasil pelo Grande Consórcio de Suplementos Nacionais (editora de Adolfo Aizen, anterior a EBAL), entre 1939 e 1940.
Flama é uma das muitas personagens em domínio público da Era de Ouro dos Quadrinhos que aparece na série Project Superpowers, uma série lançada pela Dynamite Entertainment.